# Universal mobile telecommunications system

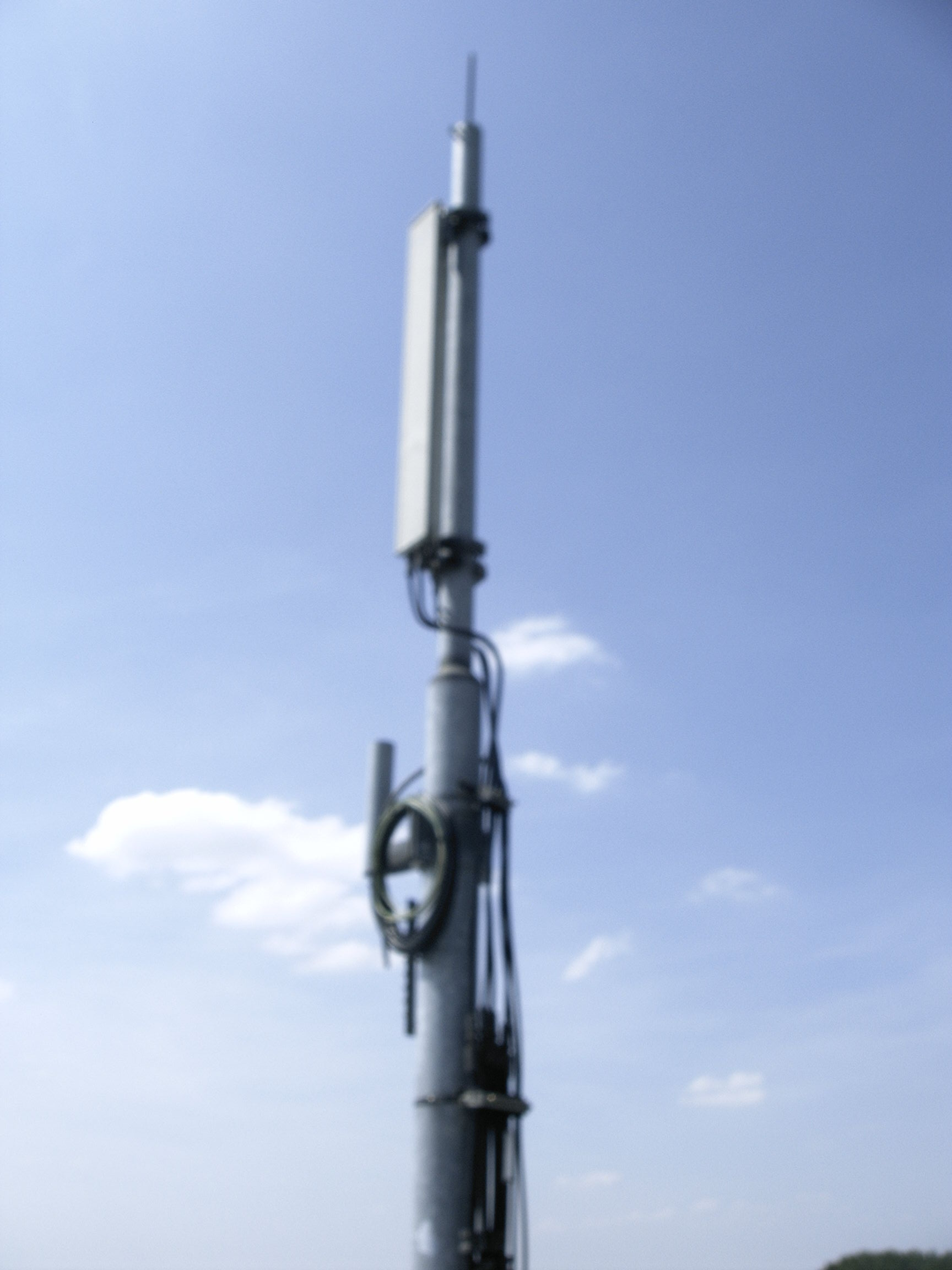
UMTS mast van T-mobile op ongeveer 70 m hoogte

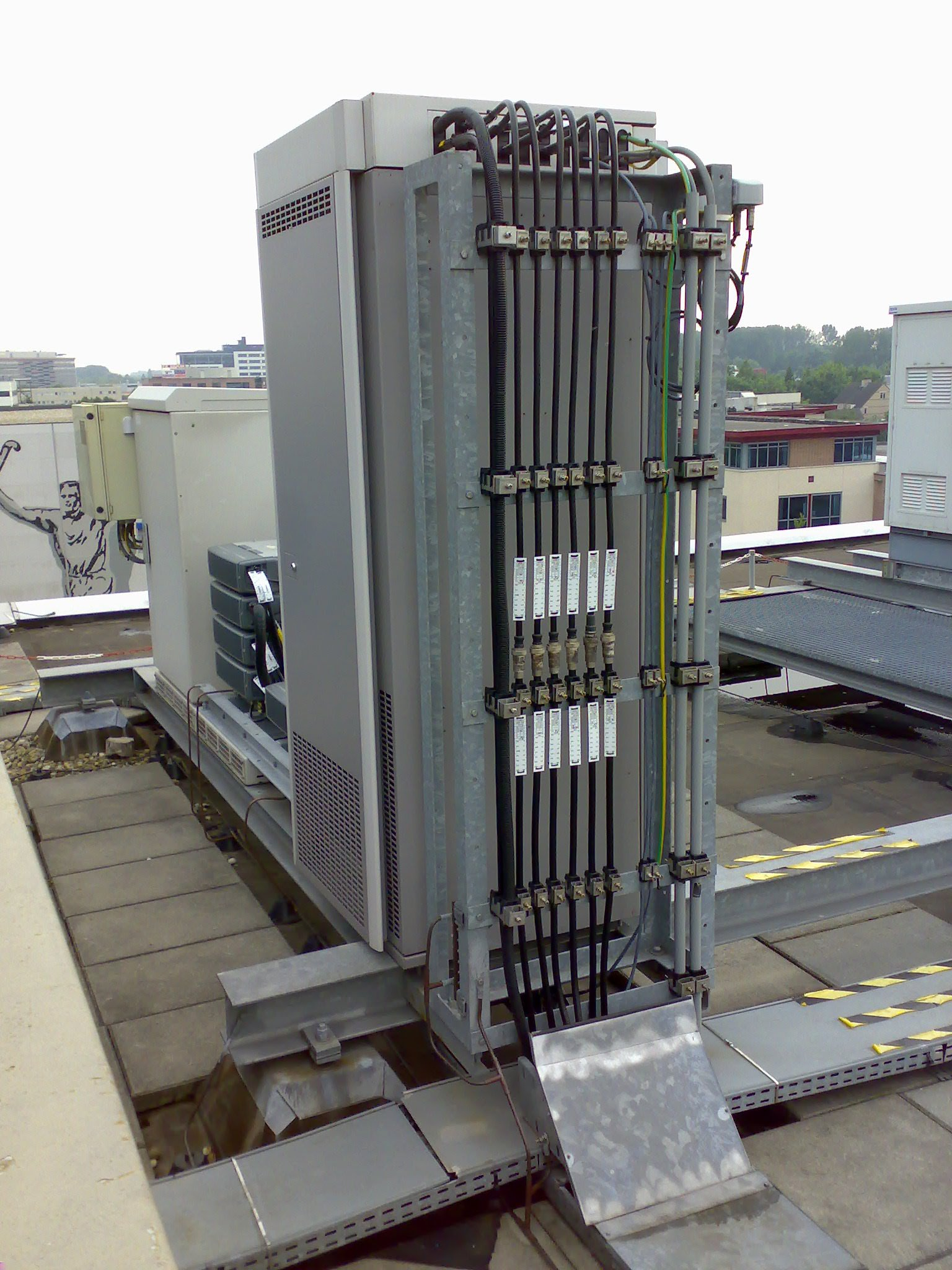
De kast op de voorgrond is twee meter hoog en bevat de UMTS-zendinstallatie

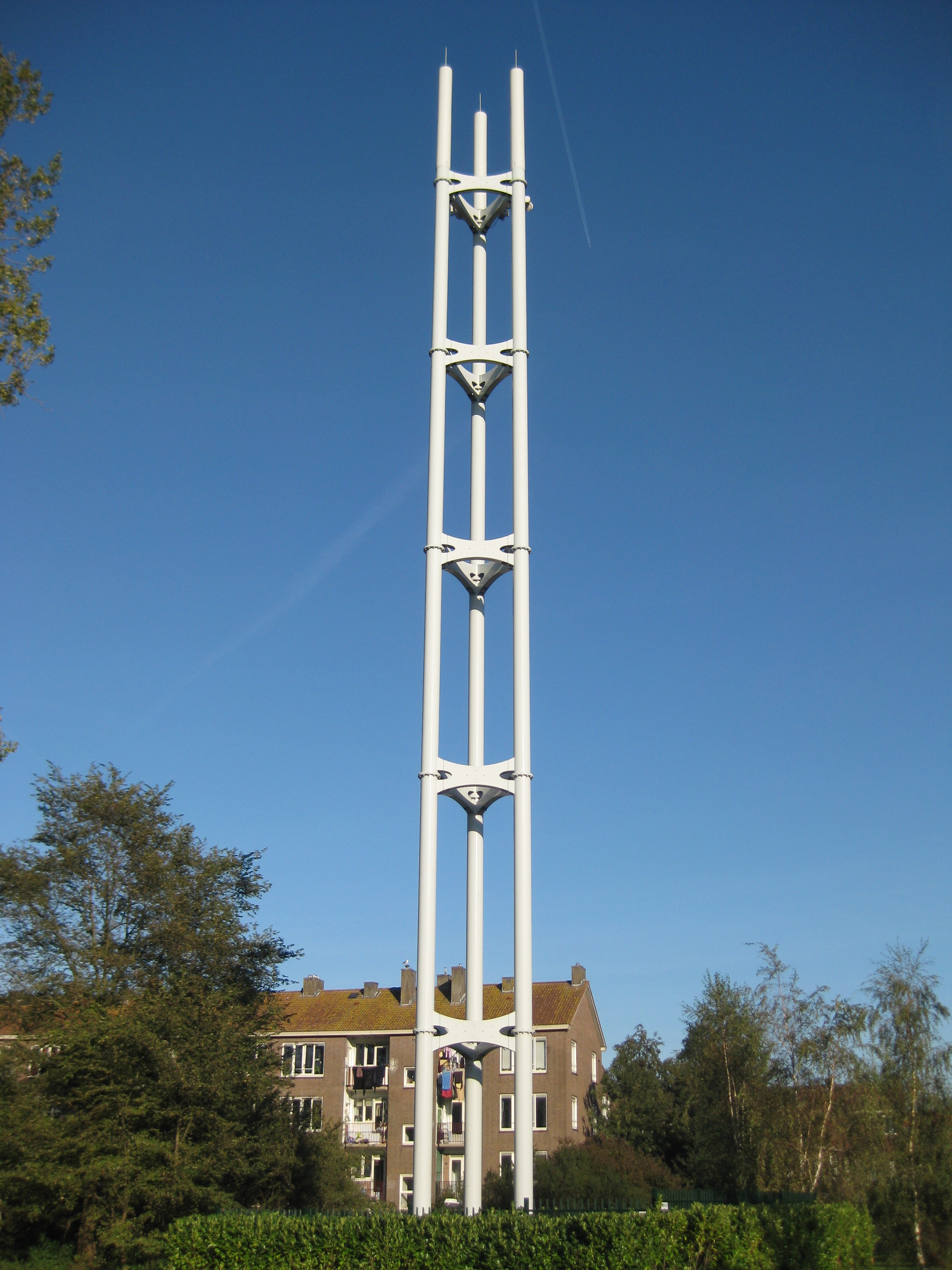
UMTS mast aan de Burgemeester Röellstraat in Amsterdam Nieuw-West.

UMTS of universal mobile telecommunications system wordt gezien als de opvolger voor gsm/GPRS (General Packet Radio Services) en biedt net als de voorgangers zowel circuitgeschakelde als pakketgeschakelde communicatiediensten. UMTS werd aanvankelijk bedreven in de frequentieband tussen 2,0-2,15 GHz, maar om de uitrol te versnellen besliste Europa in juli 2009 dat ook de 900MHz- en 1800MHz-band (vroeger exclusief voorbehouden voor gsm) gebruikt mogen worden. In België was dit al toegestaan sinds 2008. De grootste voordelen van die beslissing waren een betere dekking en een kostenbesparing voor de providers die hierdoor minder masten hoefden te plaatsen.
UMTS wordt de derde generatie (3G) mobiele communicatie genoemd en is niets meer dan een stelsel van afspraken tussen aanbieders van verschillende mobiele netwerken. UMTS biedt met uitbreiding high-speed downlink packet access (HSDPA) een grotere verbindingssnelheid ten opzichte van Enhanced Data Rates for GSM Evolution (EDGE) en een lagere verbindingssnelheid ten opzichte van Long Term Evolution (LTE, gekend als 4G). Ter vergelijking:
- 2G gsm : 9,6 kbps of veelvouden hiervan met HSCSD
- 2.5G GPRS: tot 20 kbps (met als mogelijke uitbreiding EDGE[1])
- 2.75G EDGE: tot 60 kbps (met als mogelijke uitbreiding EDGE Evolution of Evolved EDGE tot 1.3 Mbps[2])
- 3G UMTS: tot 2 Mbps (met als mogelijke uitbreiding HSDPA)
- 3.5G HSDPA: tot 14 Mbps (met als mogelijke uitbreiding HSDPA+ tot 84.4 Mbps(Cat:28)[3])
- 3.9G LTE: tot 326 Mbps[4]
- 4G LTE Advanced: tot 3 Gbps[5]

Voor UMTS is een investering nodig in de infrastructuur van de huidige gsm- en GPRS-netwerken. Dit betreft het radionetwerk (UTRAN - UMTS Terrestrial Radio Access Network). UMTS herbruikt de centrales (MSC's - Mobile service Switching Centres), routers (GSN's - GPRS Service Nodes) en de systemen voor authenticatie en autorisatie (HLR - Home Location Register) van gsm/GPRS na een beperkte aanpassing voor de hogere snelheden.
Een technologie die nog hogere snelheden haalt is LTE (4G): tot 326 Mbps.
In 2000 waren er belangrijke veilingen van UMTS-licenties; de telecombedrijven moesten grote leningen aangaan om de UMTS-licenties te kunnen bekostigen; deze leningen hingen vervolgens als molenstenen om de nek van de bedrijven, die op het randje van faillissement verkeerden. Dit viel samen met het uiteenspatten van de internetzeepbel, toen de koersen zwaar daalden.

## UMTS in België
Proximus lanceerde al UMTS-diensten voor zakelijke gebruikers in mei 2004 en is vanaf september 2005 van start gegaan voor consumenten in 200 steden. Tegelijkertijd werden nieuwe diensten gelanceerd die gebruikmaken van UMTS, de zogenaamde 3G-diensten: Videotelefonie, Music Download, 3D Games en Mobile TV.
Eind 2007 lanceerde Mobistar "Internet EveryWhere". Hiermee is het mogelijk om overal (mits dekking) op het internet te geraken. Dit kan zowel via GPRS, EDGE, UMTS of HSDPA. Mobistar was eind 2007 zeer vooruitstrevend om een tariefformule met een limiet van 1 GB aan te bieden. Proximus bood toen 50 MB aan als limiet en BASE (via GPRS/EDGE) 2GB.
Ook BASE beschikt sinds januari 2010 over een 3G-netwerk. BASE heeft, net zoals Mobistar, maar in tegenstelling tot Proximus, wel een landelijke EDGE-dekking. Op 8 oktober 2009 beslisten BASE en Mobistar samen te werken bij uitbreiding van hun netwerk. De samenwerking betreft het delen van pylonen, masten, kabels, nutsvoorzieningen, veiligheidsvoorzieningen en de transmissiesystemen. Het delen van de radio-infrastructuur valt niet onder de overeenkomst. De operatoren houden de exploitatie van de gedeelde sites in eigen beheer.

## UMTS in Nederland
In februari 2004 werd UMTS gelanceerd door Vodafone Nederland, gevolgd door de lancering van UMTS door KPN in juli 2004. In 2000 werden de UMTS-frequenties in het  Kurhaus geveild voor 6 miljard gulden. Telfort is overgenomen door KPN. Telfort zou geen eigen UMTS-netwerk bouwen, maar begint met de als de opvolger geziene HSDPA.
Orange en T-Mobile zouden in de joint venture "RANN" samen een UMTS-netwerk gaan bouwen. Het RANN is echter vrij snel weer ontbonden, waardoor Orange en T-Mobile onafhankelijk van elkaar een UMTS-netwerk hebben gebouwd. Later heeft T-Mobile weer Orange overgenomen. Daardoor is het UMTS-netwerk van Orange in handen van T-Mobile gekomen.
T-Mobile Nederland, dochterbedrijf van Deutsche Telekom, heeft in november 2005 in stilte het UMTS-netwerk opengesteld voor gebruik. Het netwerk biedt voornamelijk dekking in grote steden en langs doorgaande (snel)wegen. T-Mobile heeft kort daarna de UMTS-versneller HSDPA geïnstalleerd op het netwerk.
Orange Nederland heeft sinds begin 2005 UMTS-masten geplaatst, waarbij het in het begin lang niet landelijk dekkend was. Toen Orange werd overgenomen door T-Mobile, werden deze netwerken in elkaar geschoven.
In totaal zullen zo'n 15.000 UMTS-basisstations (antennes) geplaatst worden. Per mast worden meestal 3 paneelantennes geplaatst (bereik per antenne is 120°). Deze 15.000 basisstations komen naast de reeds bestaande 14.600 gsm-zenders.
Tot 2014 werd in Nederland alleen de 2100 MHz-band voor UMTS gebruikt, zogenaamde band 1; een gepaarde band die loopt van 1920–1980 en 2110–2170 MHz. Sinds 2014 gebruiken KPN en T-Mobile ook ruimte op de 900MHz-band voor UMTS.

## Gezondheid/welzijn
In 2003 publiceerde TNO de resultaten van het COFAM-onderzoek. In dit onderzoek werden proefpersonen 45 minuten blootgesteld aan hoogfrequente elektromagnetische straling die vergelijkbaar is met die van een UMTS-basisstation. Er werden statistisch significante effecten op het (subjectieve) welzijn en het cognitief functioneren gevonden.
Op 6 juni 2006 zijn de resultaten van een dergelijk onderzoek uit Zwitserland in een wetenschappelijk tijdschrift gepubliceerd. Het onderzoek is niet hetzelfde uitgevoerd als het TNO-onderzoek, omdat er geen proefpersoenen mee mochten doen die zelf aangaven gevoelig te zijn voor deze straling. De in 2003 gevonden effecten werden niet gevonden, waaruit geconcludeerd is dat het niet bewezen is dat er bij kortstondige blootstelling gezondheidseffecten optreden. Een Brits onderzoek concludeerde daarentegen dat de klachten van straling wel degelijk bestaan, maar dat ze niet veroorzaakt zouden worden door de straling, maar door suggestie.
Het gaat hier om gezondheidsklachten als slapeloosheid, chronische vermoeidheid, chronische hoofdpijn, reumatisch lijkende pijnen, spierkrampen, hartritmestoornissen, problemen met het kortetermijngeheugen, depressie, het horen van fluittonen (fantoomgeluiden, bromtonen - ook bij dove mensen), achteruitgaand zicht, coördinatieproblemen, spraakgebreken, gevoel van benauwdheid en prikkelbaarheid.
Het officiële standpunt van het Ministerie van VROM is dat er geen enkel effect van UMTS-straling op de gezondheid is. Er waren bijna 70 Nederlandse gemeentes (stand juni 2006) die weigerden bouwvergunningen te verlenen voor masten waar ook UMTS-basisstation in geplaatst kunnen worden. Ze baseerden zich daarbij op het voorzorgbeginsel. Uiterlijk 1 januari 2007 moesten alle commerciële partijen die UMTS-licenties gekocht hadden een dekkingsgraad van minimaal 70% bereikt hebben. Het Zwitsers onderzoek COFAM-2 kwam onder vuur te liggen vanwege de outlierskwestie en samenstelling van de Commissie Elektromagnetische Velden (EMV) van de Nederlandse Gezondheidsraad. Er werd ook een procedure gestart bij het Europese Hof voor de Rechten van de Mens te Straatsburg.